# Gouraye
Gouraye (en arabe : كوري) est une commune du sud de la Mauritanie, située dans le département de Ghabou de la région de Guidimakha.

## Géographie
La commune de Gouraye est située au sud dans la région de Guidimakha et elle s'étend sur 954 km2. Elle est délimitée au nord par les communes d'Arr et de Hassi Cheggar, au nord-est par la commune de Sélibabi, au sud-ouest par le fleuve Sénégal qui fait la frontière avec le Sénégal, à l’ouest par la commune de Wompou.
La commune de Gouraye regroupe plusieurs localités dont la plus importante est Diaguily située à 7 km à l'Est de la ville de Gouraye. La ville de Gouraye se trouve au bord du fleuve et fait face à celle de Bakel au Sénégal. Des pirogues motorisées assurent la liaison quotidienne avec l’autre rive.

## Histoire
Gouraye a été érigée en commune par l'ordonnance du 20 octobre 1987 instituant les communes de Mauritanie.

## Démographie
Lors du Recensement général de la population et de l'habitat (RGPH) de 2000, Gouraye comptait 18 073 habitants. Lors du RGPH de 2013, la commune en comptait 26 142, soit une croissance annuelle de 3 % sur 13 ans.

## Administration
La commune était anciennement située dans le département de Sélibabi mais fait partie depuis 2018 du département de Ghabou, dont Ghabou est le chef-lieu, à la suite d'un redécoupage administratif de la région.

## Économie
L'agriculture est au centre de l'économie de Gouraye, comme quasiment toutes les communes de la région. Mais cette économie est fragile car elle rencontre des obstacles à son développement, notamment les conditions climatiques ou le manque de moyens pour les agriculteurs. Pour faire face à ces obstacles, l'État mauritanien et aussi plusieurs ONG financent des projets de développement pour améliorer les conditions de vie de la population.
Des moulins solaires ont par exemple été distribués dans la localité d'Azneigui Voulane dans le cadre de programmes de développement menés par Action contre la faim pour élever le niveau de sécurité alimentaire ainsi qu'un  projet d'aménagement de 60 ha de riziculture.

## Santé et éducation
La commune de Gouraye possède un centre de santé, inauguré en 2018, dans la localité d'Islam. La structure comprend des salles d'examen, d’hospitalisation et d’accouchement, ainsi que du personnel soignant .
Dans la localité de Sabouala, une école primaire a été inaugurée en 2018 pour permettre aux habitants proches de scolariser leurs enfants.